# Johannes Van Rensselaer
Pour les articles homonymes, voir Van Rensselaer.
Johannes Van Rensselaer, né le 3 janvier 1708 à Rensselaerswijck et mort le 21 février 1783 à New York, est un grand propriétaire britannique de la colonisation des États-Unis. 

## Biographie
Johannes Van Rensselaer est né le 3 janvier 1708 dans le domaine familial de Rensselaerswyck (Watervliet). Il est le fils aîné survivant de Hendrick van Rensselaer (1667–1740), directeur du manoir de Rensselaerswyck et de Catharina Van Brugh (1665–1730), fille du marchand Johannes Pieterse Van Brugh (en) (1624–1697).  

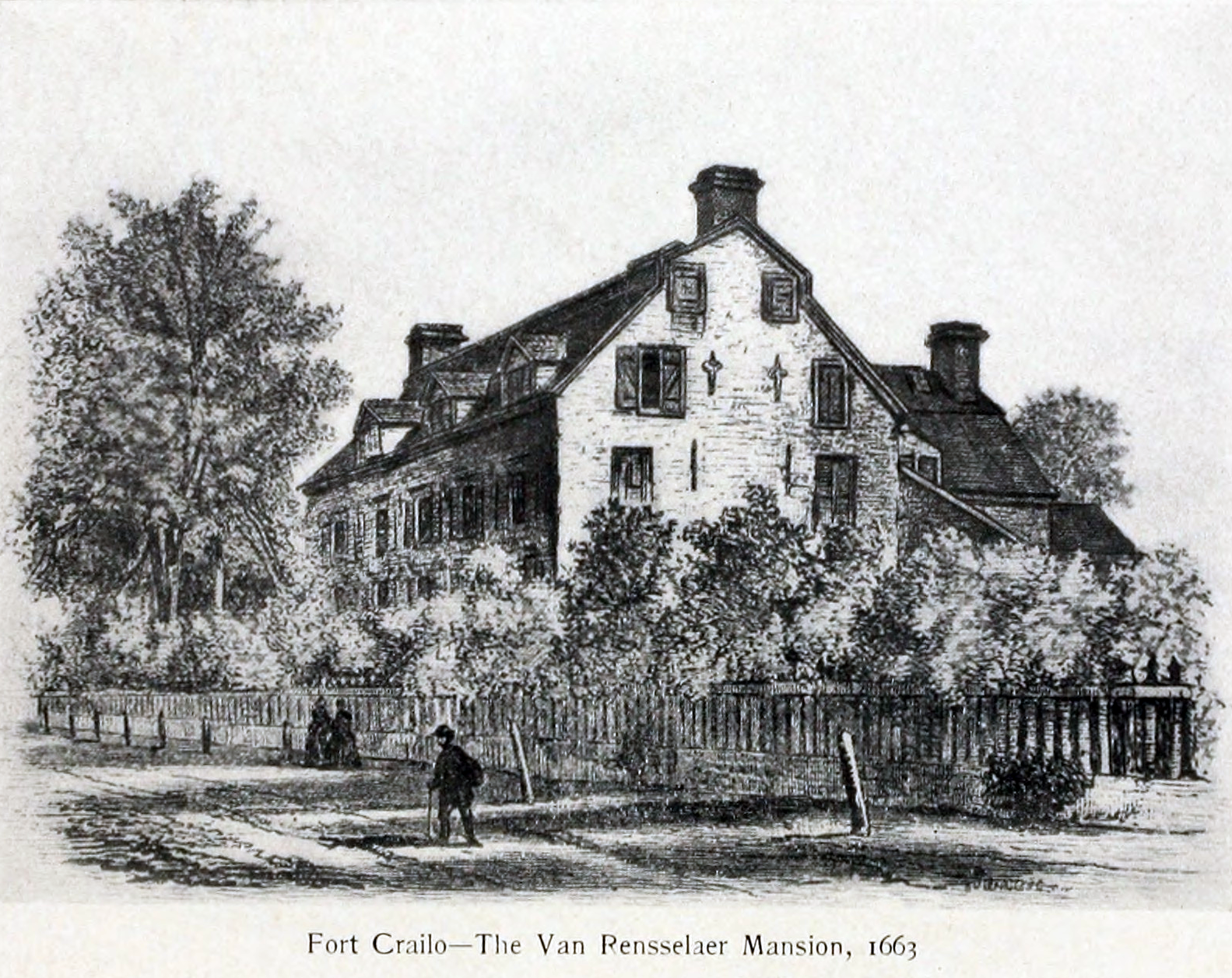
Fort Crailo en 1907

En 1740, à la mort de son père, il hérite de fort Crailo (en) et devient propriétaire du manoir de Rensselaerswyck. Vers 1762, il ajoute une aile et remodèle le bâtiment. Il possède également une maison à Albany où il est colonel dans la milice du comté d'Albany, et des parcelles de terrain à l'extérieur du manoir,. 
Au cours de la dernière partie du XVIIIe siècle, le Lower Manor a été empiété par les habitants de la Nouvelle-Angleterre avec des titres du Massachusetts sur les terres de Van Rensselaer. Il a mené une longue bataille juridique avec les propriétaires du titre du Massachusetts devant les tribunaux. Pendant ce temps, il a aussi demandé au shérif d'Albany d'expulser les gens, ce qui a finalement conduit à un bain de sang. 
Johannes Van Rensselaer meurt le 21 février 1783 et est inhumé au cimetière de la famille Van Rensselaer à East Greenbush (New York). 

### Famille
Il épouse Engeltie Angelica Livingston (1698–1747) en 1734. Le couple aura six enfants :
- Catherine Van Rensselaer (1734–1803), qui épousera Philip Schuyler, général révolutionnaire et sénateur américain de l'État de New York, en 1755.
- Margarita Van Rensselaer (née en 1736)
- Jeremiah Van Rensselaer (en) (1738–1810), qui sert au premier Congrès des États-Unis du 4 mars 1789 au 3 mars 1791, a été Lieutenant-gouverneur de l'État de New York de 1801 à 1804[5], et qui a épousé Judith Bayard, la arrière-petite-fille de Nicolas Bayard (1644-1707)[7].
- Robert Van Rensselaer (en) (1740–1802), général de brigade pendant la guerre d'indépendance, membre du Congrès provincial de New York de 1775 à 1777 et membre de l'Assemblée de l'État de New York dans les 1re, 2e et 4e législatures de l'État de New York.
- Hendrick Van Rensselaer (1742–1814), qui épouse Rachel Douw (1744–1799), la fille de Volkert P. Douw (en), le maire d'Albany[8].
- James Van Rensselaer (1747–1827), qui épouse Elsie Schuyler (1759–1838)

Après la mort de sa femme, il épousa Gertrude van Cortlandt.